# Maladera holosericea
Maladera holosericea (Scopoli, 1772) è un coleottero appartenente alla famiglia degli Scarabeidi (sottofamiglia Melolonthinae).

## Descrizione

### Adulto

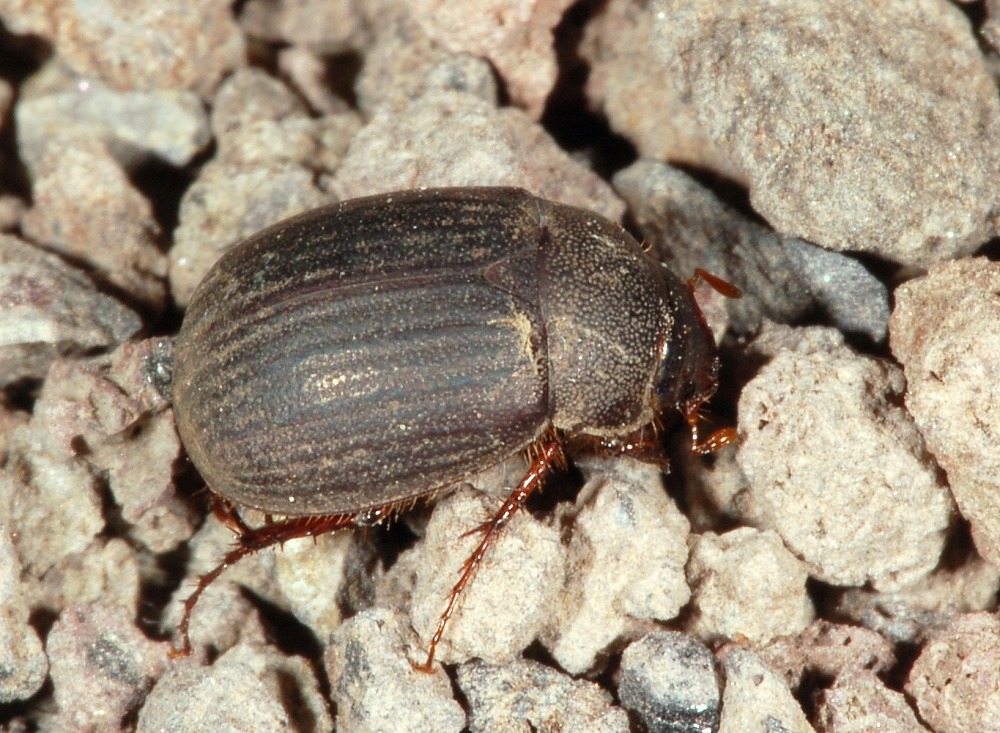

M. holosericea è uno scarabeide di piccole dimensioni, che stazionano tra i 7 e i 9 mm. Presenta una colorazione nera opaca con striature verticali sulle elitre. Nei maschi le antenne, presentano l'ultimo segmento più sviluppato, rispetto a quello delle femmine, e questo permette di differenziare i due sessi.

### Larva
Le larve hanno l'aspetto di piccoli vermi bianchi dalla tipica forma a "C". Presentano le tre paia di zampe atrofizzate ed il capo sclerificato.

## Biologia
Gli adulti compaiono ad aprile e sono visibili fino a settembre. M. holosericea è di abitudini tardo pomeridiane e crepuscolari e predilige ambienti in cui vi sia una prevalenza di terreno secco e sabbioso, volando attorno ai cespugli, ed è diffusa principalmente in pianura. Le larve si nutrono di radici e si sviluppano nel terreno.
Talvolta può essere attratta dalla luce artificiale.

## Distribuzione e habitat
M. holosericea è diffusa in tutta Europa (in Italia solo nella parte centro-settentrionale), nell'Asia paleartica fino al Kazakistan. Assente dalle Isole britanniche.